# 알레산드로 데 비티스
알레산드로 데 비티스(이탈리아어: Alessandro De Vitis, 1992년 2월 15일, 이탈리아 베로나 ~ )는 현재 AC 피사 1909에서 미드필더로 뛰는 이탈리아의 축구 선수이다. 그의 아버지는 이탈리아의 축구 선수 안토니오 데 비티스이다.

## 클럽 경력
2009년 8월 21일, 데 비티스는 피오렌티나에서 파르마로 이적하였다. 그는 2011년 여름 이적 시장때 세리에 B 팀 모데나로 임대를 가기전에 파르마 유소년팀에서 두 시즌을 뛰었다. 그는 리그 경기 42경기에서 24경기에 출전했지만, 풀타임을 뛴건 두 경기뿐이고 24경기에서 14경기는 벤치에서 교체로 출전했다.
다음해에 그는 승격가능석이 높았던 세리에 B팀 파도바로 임대를 떠났다.
2013년 7월 31일, 데 비티스는 잔니 무나리가 50만 유로에 파르마로 이적함과 동시에 230만 유로의 이적료에 삼프도리아로 이적하였다.
2013년 8월 2일, 데 비티스는 카르피 FC 1909와 임대 계약을 하였다.